# Open d'Austràlia 2021
L'Open d'Austràlia 2021, conegut oficialment com a Australian Open 2021, és un esdeveniment de tennis disputat sobre pista dura que pertany a la categoria de Grand Slam. La 109a edició del torneig se celebrà entre el 8 i el 20 de febrer de 2021 al Melbourne Park de Melbourne, Austràlia.
El torneig es va veure afectat per les mesures de seguretat establertes pel govern australià a causa de la pandèmia de COVID-19. Originalment s'havia d'iniciar el 18 de gener del mateix any però es va posposar tres setmanes perquè els jugadors poguessin realitzar dues setmanes de quarantena dins el país, i per tal de reduir la mobilitat del jugadors, tots els torneigs de preparació es van realitzar simultàniament en la mateixa seu del torneig. Per primera vegada en la història del torneig, els partits de la fase prèvia no es van disputar en el mateix país, la fase prèvia masculina es va celebrar Doha (Qatar) i la femenina a Dubai (Emirats Àrabs Units), ambdós durant les primeres setmanes de gener perquè els classificats es poguessin desplaçar a Austràlia amb prou temps d'antelació.

## Resum
- El serbi Novak Đoković va allargar la seva llegenda en aquest torneig després d'aconseguir el seu novè títol, tercer consecutiu, el tennista masculí amb més títols d'aquest torneig. Paral·lelament, aquest fou el divuitè títol individual de Grand Slam, que li va permetre escurçar la diferència amb Roger Federer i Rafael Nadal, al capdavant amb 20. En la final va derrotar el rus Daniïl Medvédev, que disputava la seva segona final de Grand Slam.[2] Addicionalment, la derrota de Nadal en els quarts de final combinada amb la seva victòria, van permetre a Đoković assegurar-se el número 1 les setmanes suficients per superar el rècord de Federer com a tennista que va ocupar el número 1 més setmanes del rànquing individual (310).
- La japonesa Naomi Osaka va guanyar el seu segon títol de l'Open d'Austràlia. Aquest fou el quart títol individual de Grand Slam del seu palmarès en quatre finals disputades mentre que la seva oponent, l'estatunidenca Jennifer Brady tot just disputava la seva primera final de Grand Slam. En tot el torneig només va cedir un set, enfront l'espanyola Garbiñe Muguruza, tot i que en aquest partit va haver de superar dos punts de partit en contra. Amb aquesta victòria en va encadenar 21 de consecutives des de l'estiu de 2020.[3][4]
- La parella masculina formada pel croat Ivan Dodig i l'eslovac Filip Polášek van guanyar el primer títol de Grand Slam conjuntament. Per Dodig representava el segon títol de Grand Slam mentre que per Polášek, que havia estat cinc anys retirat de les pistes, tot just era la primera final de Grand Slam que disputava amb 35 anys. De fet, la victòria de Polášek va significar el primer títol de Grand Slam per un tennista masculí eslovac.[5]
- La parella femenina formada per la belga Elise Mertens i la belarussa Arina Sabalenka van guanyar el segon títol de Grand Slam en dues finals disputades (US Open 2019). També fou el seu cinquè títol com a parella en el circuit WTA. Gràcies a la derrota en segona ronda de Hsieh Su-wei, Sabalenka va accedir al número 1 del rànquing per primera vegada en la seva carrera.[6]
- La parella mixta formada per la txeca Barbora Krejčíková i l'estatunidenc Rajeev Ram novament va reeditar el títol aconseguit en l'edició de 2019. Això significa que Krejčíková va guanyar el tercer títol consecutiu de l'Open d'Austràlia en categoria mixta, mentre que per Ram era el segon. Addicionalment, Krejčíková i Ram també es van classificar per la final de dobles respectius, però malauradament cap dels dos va poder fer el doblet de títols.[7][8]

## Campions/es

### Elit
| Categoria          | Campions/es                   | Finalistes                            | Resultat      |
| ------------------ | ----------------------------- | ------------------------------------- | ------------- |
| Individual masculí | Novak Đoković                 | Daniïl Medvédev                       | 7−5, 6−2, 6−2 |
| Individual femení  | Naomi Osaka                   | Jennifer Brady                        | 6−4, 6−3      |
| Dobles masculins   | Ivan Dodig Filip Polášek      | Rajeev Ram Joe Salisbury              | 6−3, 6−4      |
| Dobles femenins    | Elise Mertens Arina Sabalenka | Barbora Krejčíková Kateřina Siniaková | 6−2, 6−3      |
| Dobles mixts       | Barbora Krejčíková Rajeev Ram | Samantha Stosur Matthew Ebden         | 6−1, 6−4      |

## Distribució de punts i premis

### Distribució de punts
| Esdeveniment       | G    | F    | SF  | QF  | 4a ronda | 3a ronda | 2a ronda | 1a ronda | Q   | Q3  | Q2  | Q1  |
| Individual masculí | 2000 | 1200 | 720 | 360 | 180      | 90       | 45       | 10       | 25  | 16  | 8   | 0   |
| Dobles masculins   | 2000 | 1200 | 720 | 360 | 180      | 90       | 0        | N/D      | N/D | N/D | N/D | N/D |
| Individual femení  | 2000 | 1300 | 780 | 430 | 240      | 130      | 70       | 10       | 40  | 30  | 20  | 2   |
| Dobles femenins    | 2000 | 1300 | 780 | 430 | 240      | 130      | 10       | N/D      | N/D | N/D | N/D | N/D |

### Distribució de premis
| Esdeveniment | G         | F         | SF        | QF      | 4a ronda | 3a ronda | 2a ronda | 1a ronda | Q3     | Q2     | Q1     |
| Individuals  | 4.120.000 | 2.065.000 | 1.040.000 | 525.000 | 300.000  | 180.000  | 128.000  | 90.000   | 50.000 | 32.500 | 20.000 |
| Dobles       | 760.000   | 380.000   | 200.000   | 110.000 | 62.000   | 38.000   | 25.000   | N/D      | N/D    | N/D    | N/D    |
| Dobles mixts | 190.000   | 100.000   | 50.000    | 24.000  | 12.000   | 6.250    | N/D      | N/D      | N/D    | N/D    | N/D    |

- Els premis són en dòlars australians.
- Els premis de dobles són per equip.